# Asclepiodor de Macedònia
Asclepiodor de Macedònia (grec antic: Ἀσκληπιόδωρος, llatí: Asclepiodorus), fill de Timandre, va ser un dels generals d'Alexandre el Gran.
Alexandre el va nomenar sàtrapa de Síria l'any 331 aC. El 328 aC va dirigir els reforços per Alexandre que van sortir des de Síria a l'Àsia Oriental i una vegada a Bactriana es va veure involucrat en una conspiració dirigida per Hermolaos contra el rei, segons diu Flavi Arrià. També parla d'aquesta conspiració Quint Curci Ruf.
Probablement és el mateix general al que Antígon el borni va nomenar sàtrapa de Persis l'any 317 aC, però és diferent d'un general amb el mateix nom que va servir a Cassandre.